# Stary Jawornik
Stary Jawornik est une localité polonaise de la gmina de Czarna, située dans le powiat de Dębica en voïvodie des Basses-Carpates.